# Aphis gutierrezis
Aphis gutierrezis är en insektsart som först beskrevs av Pack och Frank Hall Knowlton 1929.  Aphis gutierrezis ingår i släktet Aphis och familjen långrörsbladlöss. Inga underarter finns listade i Catalogue of Life.